# Prima Lega 2016-2017 (calcio femminile)
La Prima Lega 2016-2017, campionato svizzero femminile di terza serie, si concluse con la promozione di Walperswil e Amriswil.

## Girone 1

### Classifica finale
|  | Pos. | Squadra              | Pt | G  | V  | N | P  | GF | GS | DR  |
|  | ---- | -------------------- | -- | -- | -- | - | -- | -- | -- | --- |
|  | 1.   | Walperswil           | 51 | 22 | 16 | 3 | 3  | 68 | 35 | +33 |
|  | 2.   | Lucerna              | 47 | 22 | 14 | 5 | 3  | 53 | 24 | +29 |
|  | 3.   | Chênois 2            | 44 | 22 | 14 | 2 | 6  | 57 | 34 | +23 |
|  | 4.   | Concordia Basilea    | 42 | 22 | 13 | 3 | 6  | 61 | 37 | +24 |
|  | 5.   | Baar                 | 32 | 22 | 9  | 5 | 8  | 46 | 44 | +2  |
|  | 6.   | Old Boys Basilea     | 30 | 22 | 9  | 3 | 10 | 38 | 37 | +1  |
|  | 7.   | Courgevaux           | 26 | 22 | 7  | 5 | 10 | 41 | 47 | -6  |
|  | 8.   | Schwyz               | 26 | 22 | 7  | 5 | 10 | 47 | 56 | -9  |
|  | 9.   | Küssnacht am R.      | 25 | 22 | 7  | 4 | 11 | 61 | 58 | +3  |
|  | 10.  | Vuisternens/Mézières | 24 | 22 | 7  | 3 | 12 | 41 | 62 | -21 |
|  | 11.  | Sion                 | 16 | 22 | 4  | 4 | 14 | 45 | 75 | -30 |
|  | 12.  | Sissach              | 11 | 22 | 3  | 2 | 17 | 30 | 79 | -49 |

Legenda:
      Promosso in Lega Nazionale B 2017-2018
      Retrocesso in Seconda Lega cantonale 2017-2018
Note:
Tre punti a vittoria, uno a pareggio, zero a sconfitta.
La classifica viene stilata secondo i seguenti criteri:
- Punti conquistati;
- Minor numero di punti di penalizzazione nella graduatoria di disciplina (R.G. art. 48).

Applicato l'art. 48 per i pari punti di Courgevaux e Schwyz dando 9 punti di penalità al Courgevaux e 18 al Schwyz.

## Girone 2

### Classifica finale
|  | Pos. | Squadra             | Pt | G  | V  | N | P  | GF | GS | DR  |
|  | ---- | ------------------- | -- | -- | -- | - | -- | -- | -- | --- |
|  | 1.   | Amriswil            | 46 | 22 | 14 | 4 | 4  | 73 | 31 | +42 |
|  | 2.   | Rapperswil-Jona     | 42 | 22 | 12 | 6 | 4  | 56 | 27 | +29 |
|  | 3.   | Staad 2             | 41 | 22 | 12 | 5 | 5  | 65 | 40 | +15 |
|  | 4.   | Gossau              | 40 | 22 | 12 | 4 | 6  | 39 | 38 | +1  |
|  | 5.   | Oerlikon/Polizei    | 39 | 22 | 12 | 3 | 7  | 60 | 49 | +11 |
|  | 6.   | Balerna             | 35 | 22 | 10 | 5 | 7  | 58 | 49 | -9  |
|  | 7.   | Bühler              | 28 | 22 | 8  | 4 | 10 | 45 | 46 | -1  |
|  | 8.   | Seefeld             | 28 | 22 | 8  | 4 | 10 | 40 | 51 | -11 |
|  | 9.   | Altstetten          | 25 | 22 | 7  | 4 | 11 | 45 | 55 | -10 |
|  | 10.  | Eschenbach          | 24 | 22 | 7  | 3 | 12 | 46 | 50 | -4  |
|  | 11.  | Neckertal-Bütschwil | 15 | 22 | 3  | 6 | 13 | 40 | 68 | -28 |
|  | 12.  | Gambarogno          | 8  | 22 | 2  | 2 | 18 | 31 | 94 | -63 |

Legenda:
      Promosso in Lega Nazionale B 2017-2018
      Retrocesso in Seconda Lega cantonale 2017-2018
Note:
Tre punti a vittoria, uno a pareggio, zero a sconfitta.
La classifica viene stilata secondo i seguenti criteri:
- Punti conquistati;
- Minor numero di punti di penalizzazione nella graduatoria di disciplina (R.G. art. 48).

Applicato l'art. 48 per i pari punti di Bühler e Seefeld dando 8 punti di penalità al Bühler e 11 al Seefeld.